# 125 km (obwód leningradzki)
125 km (ros. 125 км) – przystanek kolejowy w miejscowości Torkowiczi, w rejonie łużskim, w obwodzie leningradzkim, w Rosji. Położony jest na linii Petersburg – Newel – Witebsk.